# Josef Jahelka
Josef „Joe“ Jahelka (31. ledna 1881 Mlékojedy – 6. června 1940 Chicago) byl původem český podnikatel, matchmaker, profesionální zápasník a boxer a mecenáš a propagátor sportu na Kladně. Je jedním ze zakladatelů boxerské tradice (kladenská linie) v Československu.

## Profesionální kariéra
Vyrůstal ve středních Čechách. Svoji sportovní kariéru začal ve Spojených státech (USA) kam připlul lodí Havel za starším bratrem z německých Brém v říjnu 1896 ve 14 letech. Uměl hrát dobře na flétnu a na lodi si vydělával na stravu hraním. Po příjezdu do USA se pracovně uchytil jako holičský pomocník v New Yorku. Jeho kolega z holičství Charles Krikawa (Karel Křikava) ho začal učit boxingu. Americké občanství obdržel v roce 1906.
Vedle práce v holičství si začal přivydělávat jako zápasník a boxer v ringu. I přes zákaz profesionálního boxingu (sázení apod.), který platil na začátku dvacátého století ve východních státe USA, boxoval nelegálně. Později se také věnoval manažerské práci a práci matchmakera. Zápasy za velkou louží domlouval svým krajanům z Čech. Mezi jeho nejznámější obchody patřilo americké turné zápasníka Josefa Šmejkala v roce 1912. V témže roce se vrátil s rodinou do Čech. Podle dobového tisku důvodem bylo dědictví po otci, ale pravděpodobnější varianta je, že vycítil možnost jak zpopularizovat profesionální zápasy v Čechách. Na Kladně začal podnikat. Postavil zde moderně zařízenou továrnu na chléb a pečivo. Vedle podnikání v potravinářském průmyslu (firma zapsána 27. 1. 1915) podporoval místní klub SK Kladno a stal se jeho předsedou. Časem založil vlastní klub 1. AC Kladno. Klub se zaměřoval na těžkou atletiku, na sporty zápas řecko-římský, vzpírání nebo boxing.

### O titul mistra Čech
V červenci 1913 vyzval k zápasu o mistrovství Čech jeho neoficiálního držitele Fridolína Hoyera. Zápas sankcionovaný klubem SK Kladno se konal 10. srpna 1913 v rámci desátého výročí založení klubu. Boxovalo se na tři kola po dvou minutách. Skoro 13letý věkový rozdíl byl od úvodu znát hlavně v rychlosti. Hned v úvodní minutě pošimral dvěma tvrdými direkty (jabs) Hoyera v obličeji a ke konci prvního kola ho poslal zvedákem (uppercut) na zem. Hoyerovi se podařilo zvednout a poslední sekundy do konce kola ubránit. Druhé kolo začal Jahelka prudkým náporem, počkal si na Hoyerovu chybu v krytu a tvrdým direktem ho vypnul K.O. Zápas trval 2 minuty a 16 vteřin.
Také se uplatňoval jako rozhodčí a matchmaker. Na neděli 29. března 1914 dohodl zápas mistra těžké váhy v boxu Jacka Johnsona s Josefem Šmejkalem. Zápas proběhl na Skating Rinku v Riegrových sadech nikoliv však v boxu, ale v catch wrestlingu. Johnson pojal zápas jako správný  profesionál, zápasilo se 3×10 minut po jejichž uplynutí prohlásil, že dál zápasit nebude a souboj tak skončil remízou.

### Jahelka vs. Rose (Růžička) poprvé
Jeho ambice v profesionálním sportu na čas přerušila první světová válka. Po válce hned získal značnou popularitu boxerskými exhibice na dobročinných akcích jako na podporu Těšínska, podporu boje proti tuberkulóze nebo na podporu vdov a sirotků padlých legionářů. V květnu 1920 byl domluven zápas mezi ním a Františkem Růžičkou zvaným Frank Rose o titul republikového mistra těžké váhy a vklad 75 000 Kč, který finančně podpořil vinohradský podnikatel A. Červený. Titul mistra těžké váhy úředně sankcionovali Sportovní listy. Na souboj se připravoval v Karlových Varech pod vedením Karla Hubky. Zápas byl vypsán na 10 kol po 2 minutách a řídil ho zkušený rozhodčí George H. Payne. Favoritem byl jeho soupeř Frank Rose, který však ráno v den zápasu požádal pořadatele o odklad kvůli incidentu z minulé noci. V sobotu v noci byl přepaden neznámým pachatelem doma na Břevnově u vily Šlajferky. Pachatel na něho vystřelil ze dvou metrů do hrudníku. Trefil však niklové hodinky, od kterých se střela odrazila pryč. Způsobila mu však krevní výron na plicích, který doložil lékařskou zprávou a rentgenem. Komise omluvu Rose akceptovala, ale zápas již nešlo odložit kvůli prodaným vstupenkám. Zápas trval čtyři kola, po kterých Rose souboj vzdal a držitelem mistrovského pásu v těžké váze se stal Jahelka.
V září porazil před domácím publikem na Kladně afrického boxera žijícího trvale ve střední Evropě Adi Westa. V říjnu jeho oddíl 1. AC Kladno pod hlavičkou ČSTA pořadatel první mistrovství republiky v boxingu (amatérské) v hotelu U bílého beránek na Kladně. Na 5. prosince měl domluvený další charitativní zápas s Rakušanem Augustem Kudernatschem v Průmyslovém paláci v Praze. Zápas rozhodl v pátém kole ránou na solar plexus. K odvetě s Kudernatschem došlo za měsíc v Sofiiných sálech ve Vídni. Rakušana poslal v 6. kole K.O. k zemi.

### Jahelka vs. Rose (Růžička) podruhé

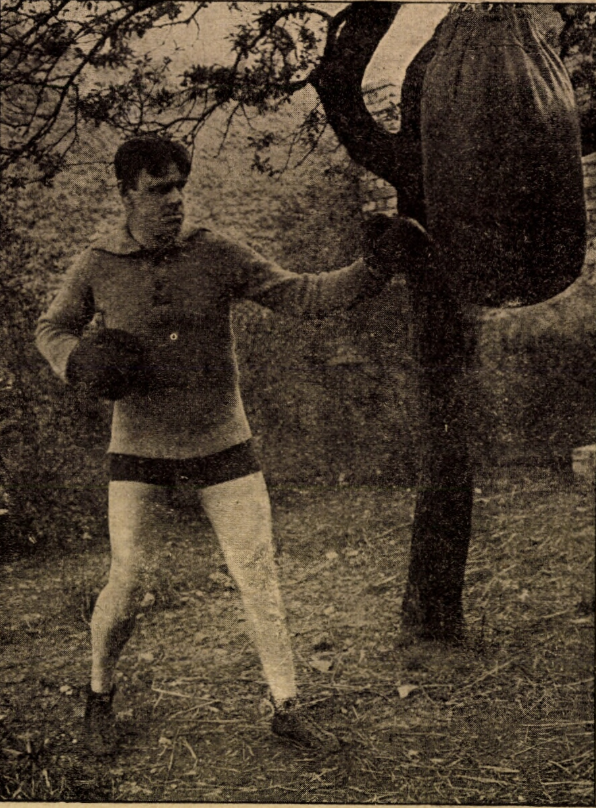
Jahelka při tréninku

V dubnu 1921 porazil v Praze v Lucerně Rakušana Stefana Glanze v 3. kole K.O.. Byl to přípravný zápas na obhajobu mistrovského pásu v květnu s Františkem Růžičkou (Frankem Rosem). Zápas se konal 16. května na Letné pod patronací Sportovní listů. Startované neboli prizemoney poskytl vinohradské podnikatel A. Červený. Částka 40 000 Kč se dělila napůl pro oba aktéry. Důvodem nižší částky proti minulému roku (70 000 Kč) bylo dle slov A. Červeného minimální zisk. Červený později pořádaní zápasu podstoupil velkostatkáři baronu Clannerovi. Zápas řídili za slunečného počasí dva rozhodčí George Payne a Antonín Hejda. Zápas ovlivnilo jeho zranění ruky z přípravy. Na konci 9. kola ho jeho sekundanti přesvědčili, aby zápas vzdal. Bylo to jeho poslední vystoupení v boxerském ringu. Od podzimu 1921 se věnoval již manažerské práci. Svým svěřencům zajišťoval zajímavé zápasy. Mezi jeho nejznámější svěřence patřili Frank Dykast, Ruddie Frolik, Joe Vlcek, Frank Tesar, Václav Sýkora, Willy Spörl nebo Jan Hořejší. V roce 1922 se v ringu objevuje také jméno jeho 14letého syna Joe Jahelky Jr.. V nakladatelství Sfinx mu vyšla publikace Box. Do Prahy přivádí populárního francouzského boxera André Dumase.
Jeho poslední zápas v ringu vedl také k úvaze založení boxerské organizace, protože zápas svým způsobem řídili nekoordinovaně dva ringoví rozhodčí. Nikdo z pořadatelů nebyl schopen rozhodnout, který rozhodčí má zápas řídit. Zakládající schůze Unie boxerů profesionálů (UBP), na níž byl přítomen, proběhla 8. prosince 1921 a 11. ledna 1922 byly schváleny stanovy. První řádná valná hromada UBP proběhla 14. září 1922. Záštitu nad novou unií měly Sportovní listy, které vlastnily licenci na pořádání boxerského mistrovství profesionálů.
Jeho další působení v Československu se pomalu chýlilo ke konci. Na podzim 1922 se s konkurenční pekárnou Löwner & Linzmayer rozhodl ke snížení platu zaměstnanců o 30 %. To vedlo ke stávce a k odchodu většiny zaměstnanců do dělnického konsumu Budoucnost a Velkonákupního mlýna. Důvodem snížení cen byly finanční problémy podniku. V prosinci byl na jeho podnik vyhlášen konkurs.

### Útěk do Spojených států
V roce 1923 pokračoval v manažerské práci a jako pořadatel (promotér) galavečerů na Žofíně v Praze. Podařilo se mu navázat spolupráci s mezinárodním manažerem boxerských hvězd Louisem Meyerem. Jedním z vrcholů žofínských galavečerů bylo utkání Němce Ernsta Rösemanna s Italem Giuseppe Spallou. Zájem o jeho galavečery (Jahelkovy boxerské večery) však začal pomalu upadat. Jedním z důvodů byly neadekvátní, divácky omezené prostory pro provození těchto podniků. V srpnu pořádal k 20. výročí založeni SK Kladno silniční běh Kladno–Slaný. V říjnu opustil se svým synem Československo. Po půl roce za ním do Spojených států přijela i manželka s dcerami. S rodinou se usadil v Chicagu známém početnou českou komunitou. Vedle sportovně manažerské činnosti podnikal v realitách. V roce 1935 uvedl důvody svého náhlého odchodu pro deník Večer: "Nerad jsem tenkrát odjížděl, ale věnoval jsem se příliš sportu než svému podniku. V Americe jsem se znovu pustil s chutí do práce a dnes jsem šťasten, že moje poměry jsou takové, abych se mohl podívat na své přátele ve své vlasti, kterou mám tak rád.
V roce 1928 se krátce na několik měsíců do Československa vrátil. Byl vedoucím početné výpravy chicagských sportovců, kteří přijeli primárně na oslavu 10. výročí vzniku republiky.
V roce 1931 pomohl zorganizovat americké turné Frantu Nekolnému a jeho manažerovi Vladimíru Hrubanovi.
V roce 1935 přijel krátce do Československa uctít památku významného kladenského rodáka Antonína Čermáka (1873–1933), který byl 2 roky ve funkci starosty Chicaga. S ním přijala i velká skupina českých rodáků.
Zemřel v červnu 1940 v 59 letech.

### Výsledky zápasů
| Profesionální zápasy v boxu | Profesionální zápasy v boxu | Profesionální zápasy v boxu | Profesionální zápasy v boxu | Profesionální zápasy v boxu | Profesionální zápasy v boxu                                   | Profesionální zápasy v boxu |
| Výsledek                    | Bilance                     | Soupeř                      | Výsledek                    | Datum                       | Promoce                                                       | Místo                       |
| --------------------------- | --------------------------- | --------------------------- | --------------------------- | --------------------------- | ------------------------------------------------------------- | --------------------------- |
| prohra                      |                             | Frank Rose (TCH)            | T.K.O. (10. kolo)           | 16. května 1921             | baron Clanner, Sportovní listy o titul rep. mistra těžké váhy | Letná, Praha                |
| vítězství                   |                             | Stefan Glanz (AUT)          | K.O. (3. kolo)              | 7. dubna 1921               |                                                               | Palác Lucerna, Praha        |
| vítězství                   |                             | August Kudernatsch (AUT)    | K.O. (6. kolo)              | 11. leden 1921              |                                                               | Sofiiny sály, Vídeň         |
| vítězství                   |                             | August Kudernatsch (AUT)    | K.O. (5. kolo)              | 5. prosince 1920            | Antonín Hejda                                                 | Průmyslový palác, Praha     |
| vítězství                   |                             | Adi West (CMR)              | K.O. (3. kolo)              | 28. září 1920               | SK Kladno                                                     | hřiště SK Kladno            |
| vítězství                   |                             | Frank Rose (TCH)            | T.K.O. (4. kolo)            | 9. května 1920              | A. Červený, Sportovní listy o titul rep. mistra těžké váhy    | Letná, Praha                |
| vítězství                   |                             | Franz Solar (AUT)           | T.K.O. (3. kolo)            | 28. listopadu 1919          | SK Slavie Praha                                               | Letná, Praha                |
| vítězství                   |                             | Fridolín Hoyer (BOH)        | K.O. (2. kolo)              | 10. srpna 1913              | SK Kladno o mistrovství Čech                                  | hřiště SK Kladno            |

poznámka: Seznam jeho zápasu není zdaleka úplný, proto v kolonce Bilance nejsou uvedeny hodnoty.

## Výroky
| „                            | Sluší se chlapovi mlátit víc rukama než ústy. | “ |
| — Lidové noviny, 16. 7. 1940 |                                               |   |